# 普萊夫納 (密蘇里州)
普萊夫納（英語：Plevna）是位於美國密蘇里州諾克斯縣的普查規定居民點。

## 歷史
普萊夫納的郵局自1877年營運至今。

## 人口
根據2020年美國人口普查的數據，普萊夫納的面積為3.21平方千米，當中陸地面積為3.32平方千米，而水域面積為0.00平方千米。當地共有人口7人，而人口密度為每平方千米2.18人。